# Straßberg (Žitavské hory)
Straßberg (538 m n. m.), v překladu Silniční vrch, je pískovcový vrch na území Chráněné krajinné oblasti Žitavské hory, součásti Přírodního parku Žitavské hory (Naturpark Zittauer Gebirge) v zemském okrese Zhořelec (mezi roky 1994 až 2008 se jednalo o zemský okres Löbau-Zittau) v Sasku.

## Geografie
Vrch se nachází na katastrálním území obce Hartau, která je administrativně částí velkého okresního města Žitavy. Z geografického hlediska toto území přináleží do geomorfologického celku Lužické hory, v severní saské části nazývaných jako Žitavské hory (Zittauer Gebirge). Česko-německá státní hranice je od vrcholu hory vzdálená vzdušnou čarou jen zhruba 550 metrů směrem na východ a 750 metrů směrem na jih. Území náleží k povodí Lužické Nisy.

## Historie

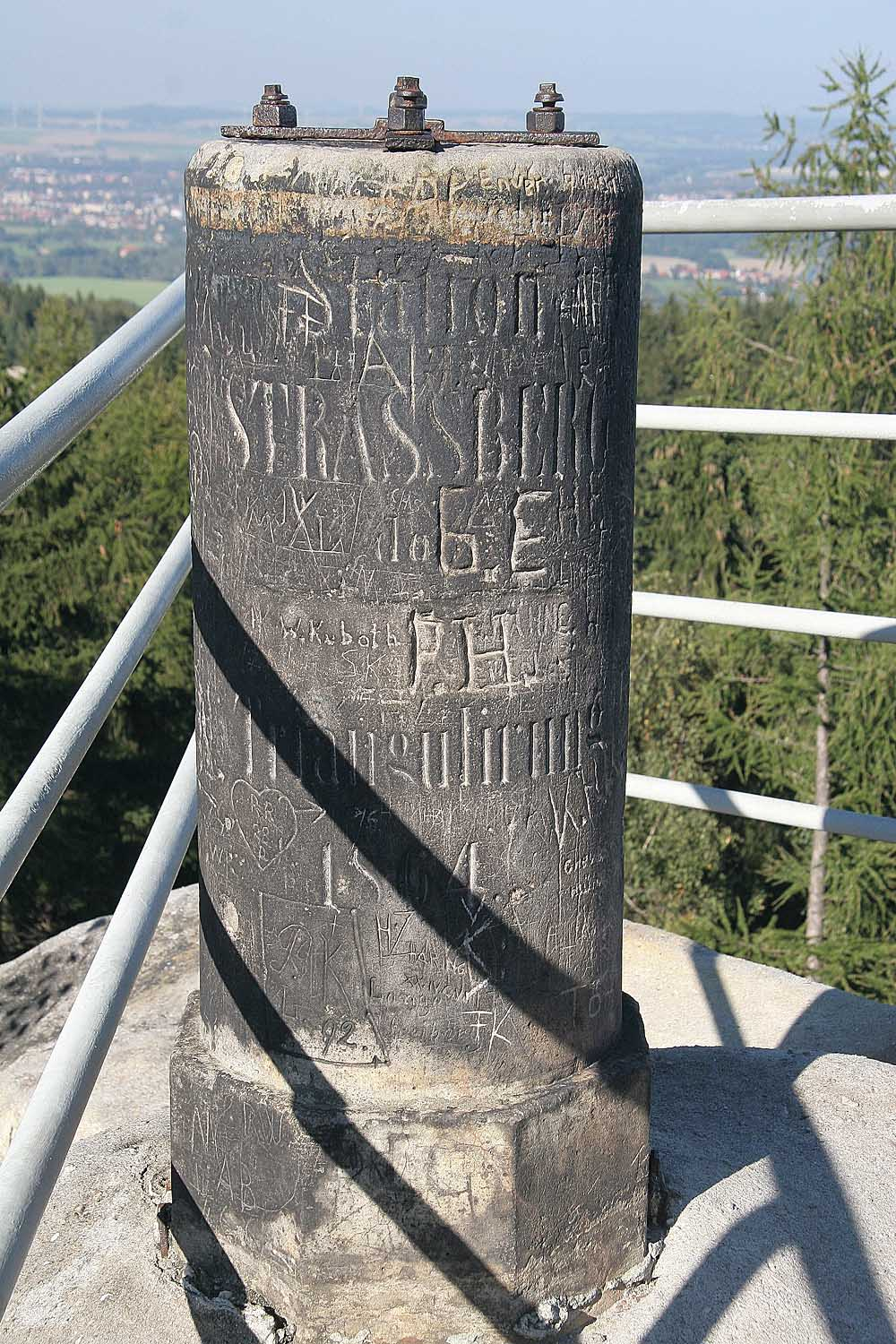
Památkově chráněný sloup z 19. století

Podél západního úpatí Straßbergu vedla od severu k jihu stará žitavská zemská stezka, v regionu odedávna nazývaná Gabler Strasse, tj. Jablonská cesta (podle města Jablonného v Podještědí, přes které stezka směřovala dále do centra Českého království). Na malém skalním hřbetě, který vybíhá ze severního svahu Strassbergu směrem k zalesněnému Mühlsteinbergu (482 m n. m.), se nacházejí pozůstatky hradu Karsfried. Hrad byl pojmenován po císaři Karlu IV., který jej zde nechal vybudovat ve 14. století na ochranu zmíněné zemské stezky. Trasu historické obchodní cesty nyní sleduje saská silnice S 132, která vede ze Žitavy k sedlu a hraničnímu přechodu u Lückendorfu, odkud pak přes Petrovice pokračuje jako silnice II/270 do Jablonného v Podještědí a dále přes Doksy k Dubé, kde se napojuje na silnici I/9, vedoucí do Prahy.
Na Straßbergu lze nalézt i stopy z doby napoleonských válek – stezka, která vede k vyhlídce Fuchskanzel, asi 150 metrů od okraje lesa přetíná příkop vojenských šancí, které zde vyhloubily Napoleonovy jednotky v roce 1813 během svého pochodu do Čech.

## Skály
Nejznámějším skalním útvarem masívu Straßbergu je 531 metrů vysoká skalní vyhlídka Fuchskanzel (Liščí kazatelna), která se nachází asi 200 metrů severovýchodně od vrcholu hory. Od roku 1865 je na této skále umístěn jeden metr vysoký památkově chráněný pískovcový sloup, který býval součástí triangulační sítě na území Saského království.

### Horolezectví
Na svazích Straßbergu se nacházejí četné další skalní útvary, které jsou využívány horolezci. Skalní věže Strassbergturm, Weissbachspitze a Mehlsack na východním svahu hory patří mezi méně významné. Známější lokality jsou na severovýchodní straně, jako například Uhusteine (Výří skály), mezi nimi až 22 metrů vysoké Nördlicher a Südlicher Uhustein (Severní a Jižní Výří kámen). Další významnou horolezeckou lokalitou jsou 20 m vysoké skály Sächsische a Böhmische Dianawand (Saská a Česká Dianina stěna), nacházející se asi 200 metrů severovýchodně od Výřích skal. 